# 線紋梳鈎鯰
線紋梳鈎鯰，為輻鰭魚綱鯰形目甲鯰科的其中一種，為熱帶淡水魚，分布於南美洲哥倫比亞Ventuari河及Iniridá河流域，體長可達9.7公分，棲息在底層水域，生活習性不明。

## 扩展阅读
維基物種上的相關：線紋梳鈎鯰